# Amphisbaenidae
Amphisbaenidae este o familie de șopârle. Amphisbaenidele sunt apode cu solzii dispusi in siruri circulare ce amintesc de inelatia anelidelor.